# Samostan svete Justine
Samostan svete Justine je benediktinski samostan iz 10. stoletja, ki stoji pred Prato della Valle v središču Padove, dežela Benečija, Italija. V nekdanjemu samostanu je cerkev bazilika sv. Justine, ki je bila sprva zgrajena v 6. stoletju, vendar današnja oblika izhaja iz obnove iz 17. stoletja.

## Zgodovina
Cerkev, ki je bila posvečena sveti Justini Padovanski in drugim padovanskim krščanskim mučencem iz 4. stoletja, je bila na mestu prisotna v letih 520, postavljena pod pokroviteljstvom prefekta Opiliusa in v njej relikvije svetnice. Cerkev je bila opisana kot razkošna v okrasju že v biografiji Življenja svetega Martina, ki jo je napisal Venantius Fortunatus leta 565,. Do 10. stoletja so romarje, ki so prišli v baziliko, da bi počastili relikvije svetnikov, oskrbeli menihi. Leta 971 je padovanski škof ustanovil skupnost v skladu s pravili svetega Benedikta.
Na baziliki so se kmalu začele obnove. 2. avgusta 1052 so delavci domnevno ekshumirali ostanke različnih svetnikov, vključno z Maksimom Spoznavalcem, Felicitasom iz Padove, Julijanom Hospitalecem in celo nekaterimi, ki so bili identificirani kot Sveti nedolžni. Leta 1110 so samostan med invazijo na Lombardijo opustošile čete bodočega svetega rimskega cesarja Henrika V., da bi menihe kaznovali za njihovo zvestobo papežu Paskalu II. Leta 1117 je kompleks opustošil močan veronski potres. Potem ko sta bila bazilika in samostan obnovljena, so se izkopavanja nadaljevala in leta 1174 so bili odkriti ostanki zavetnice opatije, leta 1177 pa so nekateri ostanki pripisani evangelistu svetemu Luki.
V samostanski skupnosti se je začelo razvijati obdobje upada upoštevanja načina življenja. Obenem so redovnike vodili številni zelo duhovni opati, na primer Arnaldo iz Limene, ki je umrl, medtem ko ga je Ezzelino III. da Romano zaprl in je počaščen kot 'blaženi', kot je Nikola Pruski. Samostan pa je dosegel vrhunec svojega vpliva pod vodstvom Ludovica Barba, ki ga je škof, čeprav je bil redovni kanonik in ni bil menih, imenoval za opata, da bi se v samostanu lotil reforme samostanskega življenja. Bil je uspešen in samostan je postal jedro kongregacije sv. Justine, ki se je razširila na samostane po vsej Evropi.. Kasneje se je kongregacija imenovala Kasineška kongregacija. Samostan je razvil vezi s središči za učenje po celini.
Verska skupnost je bila zatrta leta 1797, potem ko je regijo zasedla Napoleonova francoska revolucionarna vojska. Njene umetnine in najdragocenejše zbirke velike knjižnice so okupacijske sile poslale v Pariz. Menihi so bili izgnani, stavbe in posesti pa so bile leta 1810 prodane. Objekti so bili potem uporabljeni kot vojaška bolnišnica, kasneje kot kasarna.
Stavbe so leta 1917 vrnili katoliški cerkvi in papež Benedikt XV. je samostan znova vzpostavil z vsemi starodavnimi pravicami in privilegiji. Postavil ga je pod samostan Praglia v bližnjem Teolu, ki je sem poslal redovnike, da so obnovili samostansko življenje. 1. novembra 1942 je bila skupnost razglašena za samostojno priorijo, ki je bila ustanovljena pod svojim opatom 22. januarja 1943. Bazilika in samostan imata zdaj vladni status nacionalnega spomenika in delujeta pod nadzorom nadzornika spomenikov in civilne dediščine.

## Arhitektura
Sedanja cerkev iz 16. stoletja je bila zgrajena pod arhitektoma Andrea Briosco in Matteo da Valle. Z dolžino 122,5 m je ena največjih cerkva na svetu (11. mesto po talnih oznakah bazilike svetega Petra). Kvazi petladijska bazilika – Stranske ladje so razdeljeni na kapele - ima tloris latinskega križa. Cerkev pokriva osem kupol, štiri velike in štiri majhne. Na srednji, najvišji kupoli s tamburjem stoji bakreni kip svete Justine, zavetnice Padove. Na manjših stranskih kupolah so v svinec oblečeni kipi svetega Prosdocima, Benedikta, Arnolda padovanskega (1185-1255), opata cerkve, Daniela. Nedokončana fasada je okrašena s simboli štirih evangelistov. 82 m visok stolp nosi sedem zvonov iz 18. stoletja, od katerih ima najtežji 2,5 tone.

## Oprema
Zaradi pojava svetlobe iz številnih kupola je notranjost cerkve svetla in bela s strogo arhitekturo sivih lokov. Osrednja točka križni kvadrat pod kupolo, na štirih straneh katerega so oboki v slogu beneških cerkva v obliki grškega križa z renesančnim oblikovanjem. Cerkev ima 26 kapelic in oltarnih niš, od katerih je večina okrašena z beneškimi slikami iz 17. stoletja, od tega 7 v čast benediktinskim svetnikom v parih v desni in levi stranski ladji.
Kapele na levi strani, ki se začnejo od vhoda, so posvečene svetemu Jakobu, sinu Afeja, Gregorju Velikem, z oltarno ploščo iz leta 1700, ki jo je podpisal Sebastian Ricci ob priprošnji papeža Gregorja Velikega Mariji za konec kuge. Na oltarni plošči tretje kapele na levi, posvečeni svetemu Danijelu Padovanskemu, je legenda, da je posvečena diakonu svetemu Prosdocimu, podpisano delo pa Antonia Zanchija (1677) Mučeništvo sv. Daniela Padovanskega. V četrti kapeli, posvečeni svetemu Placidu, je Luca Giordano upodobil Mučeništvo svetega Placida in njegovih spremljevalcev leta 1676, peta je posvečena sv. Mauru.
Domnevne kosti evangelista Luke, Pavlovega spremljevalca, so prišle v Konstantinopel 3. marca 357, nato verjetno v 12. stoletju v Padovo, kjer so bile v baziliki sv. Justine od leta 1562 v dragocenem sarkofagu s stranicami iz alabastra, uokvirjenega z zelenim porfirjem v levem transeptu.
Vrhunec cerkvene opreme je slika Mučeništvo svete Justine Paola Veroneseja, dokončana leta 1575 v glavni korni kapeli, v čigar oltarju so posmrtni ostanki svetnice.
Oltar kapelice Najsvetejšega zakramenta v koru je iz leta 1674, delo Giuseppe Sardija. Krasita ga dva velika angela Giusta Le Courta, freske v kapeli je leta 1700 postavil Sebastiano Ricci. Lepa marmorna tla so bila položena iz rumenega in rožnatega marmorja iz Verone med letoma 1608 in 1615.
Hodnik mučencev, zgrajen leta 1564, povezuje kapelo svetega Prosdocima z današnjo cerkvijo. V njem je mogoče videti ostanke zgodnjekrščanske cerkve iz 5. in 6. stoletja.

### Orgle
Orgle je med letoma 1926 in 1928 izdelal graditelj orgel Annibale Pugina iz dveh obstoječih inštrumentov. Instrument je leta 1931 razširil Pugina in leta 1973 graditelj orgel Francesco Michelotto. Orgle imajo 81 registrov na štirih manualih in na dveh pedalih. Inštrument je v cerkvi razporejen v treh ohišjih: na obeh pevskih emporah v baročnih ohišjih. V apsidi je  positivo aperto (skupaj z lastnim majhnim pedalom), glavnim delom (Grand 'Organo) in drugimi manuali dela pedala. Orgle se lahko igrajo z mobilne konzole v cerkvi.